# Johann Georg Jacobi

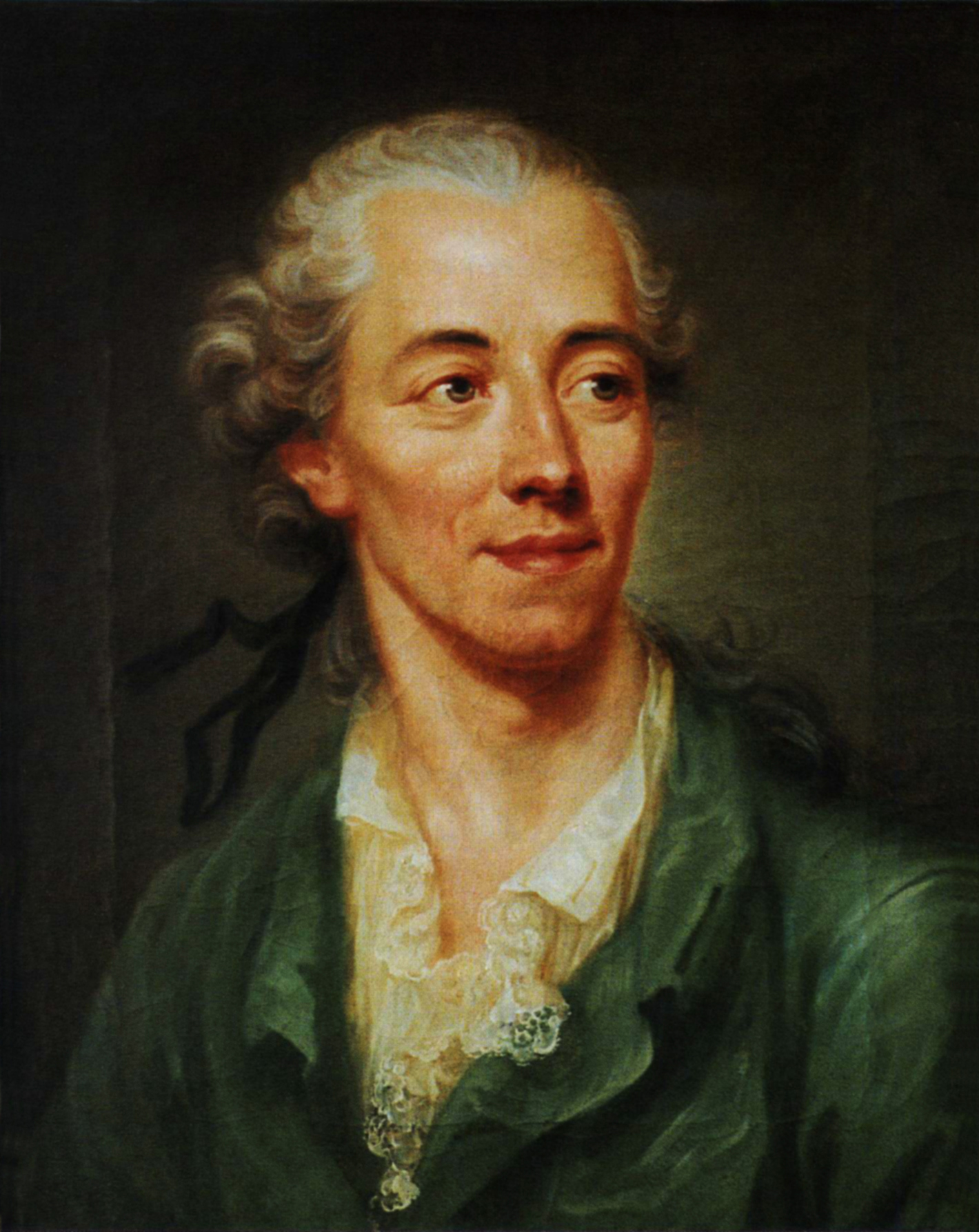
Johann Georg Jacobi

Johann Georg Jacobi (* 2. September 1740 auf Gut Pempelfort bei Düsseldorf; † 4. Januar 1814 in Freiburg im Breisgau) war ein deutscher Dichter und Publizist und der ältere Bruder des Philosophen, Juristen, Kaufmanns und Schriftstellers Friedrich Heinrich Jacobi.

## Leben und Werk
Johann Georg Jacobi wurde als Sohn des wohlhabenden Zuckerkaufmanns Johann Konrad Jacobi auf dem Gut Pempelfort, heute Sitz des Künstlervereins Malkasten, bei Düsseldorf geboren.
Entgegen seinen poetischen Neigungen studierte er von 1763 bis 1766 Theologie in Göttingen sowie Rechtswissenschaften und Philologie in Helmstedt, Marburg, Leipzig und Jena. 1766 erhielt er die Professur für Philosophie in Halle, doch als er im selben Jahr die Bekanntschaft Wilhelm Ludwig Gleims (1719–1803) aus Halberstadt machte, brachen seine dichterische Neigungen wieder hervor, besonders, als dieser ihn in seinen poetischen Bemühungen bestärkte. Um das Talent an sich zu binden, besorgte ihm Gleim 1769 die Sinekure eines Kanonikus am Dom zu Halberstadt. In Halberstadt verfasste Jacobi wie sein Gönner Liebes- und Trinklieder im Stil des altgriechischen Lyrikers Anakreon. Diese Werke gaben vermutlich den Ausschlag für den späteren Ruf Jacobis an die Universität Freiburg, aber sie führten nach anfänglicher Freundschaft auch zu Zerwürfnissen mit den schriftstellerischen Größen jener Zeit, die die anakreontische Dichtung als oberflächliches Blendwerk abtaten.
1774 ging Jacobi in seine Heimat Düsseldorf zurück. Er wurde Mitherausgeber der Literaturzeitschrift „Teutscher Merkur“, dessen Redaktion Christoph Martin Wieland von 1773 bis 1789 führte, und gründete die Damenzeitschrift Iris, eine „Literarische Vierteljahrsschrift für Frauenzimmer“, für deren Redaktion Wilhelm Heinse im April 1774 in Düsseldorf engagiert wurde.

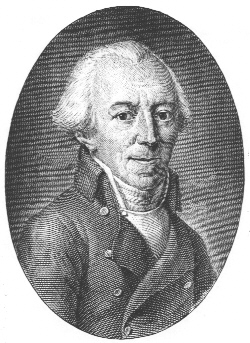
Johann Georg Jacobi

Trotz des Toleranzpatents Josephs II. von 1781, das die Tolerierung der Konfessionen innerhalb Österreichs garantierte, galt die durch den Kaiser erfolgte Berufung des Protestanten Jacobi auf den Freiburger Lehrstuhl für schöne Künste und Wissenschaften (1784) vielen Bürgern dieser Stadt als gezielte Provokation – Freiburg und seine Universität waren bis dahin rein katholisch geblieben. Dennoch hatten die Brüder Jacobi Verbindungen zu katholischen Kreisen und wurden Jacobis Vorlesungen bald sehr beliebt, so dass nicht nur Studenten, sondern auch Zuhörer aller Stände und Frauen häufig anwesend waren und die Hörsäle die Interessierten oft nicht mehr fassen konnten. Er wurde mehrmals Dekan seiner Fakultät und 1791 einstimmig zum ersten protestantischen Rektor der Universität Freiburg gewählt. Nochmals in schwerer Zeit 1803 mit diesem Amt betraut, halfen ihm bei dessen Ausübung besonders seine ausgezeichneten Französischkenntnisse.

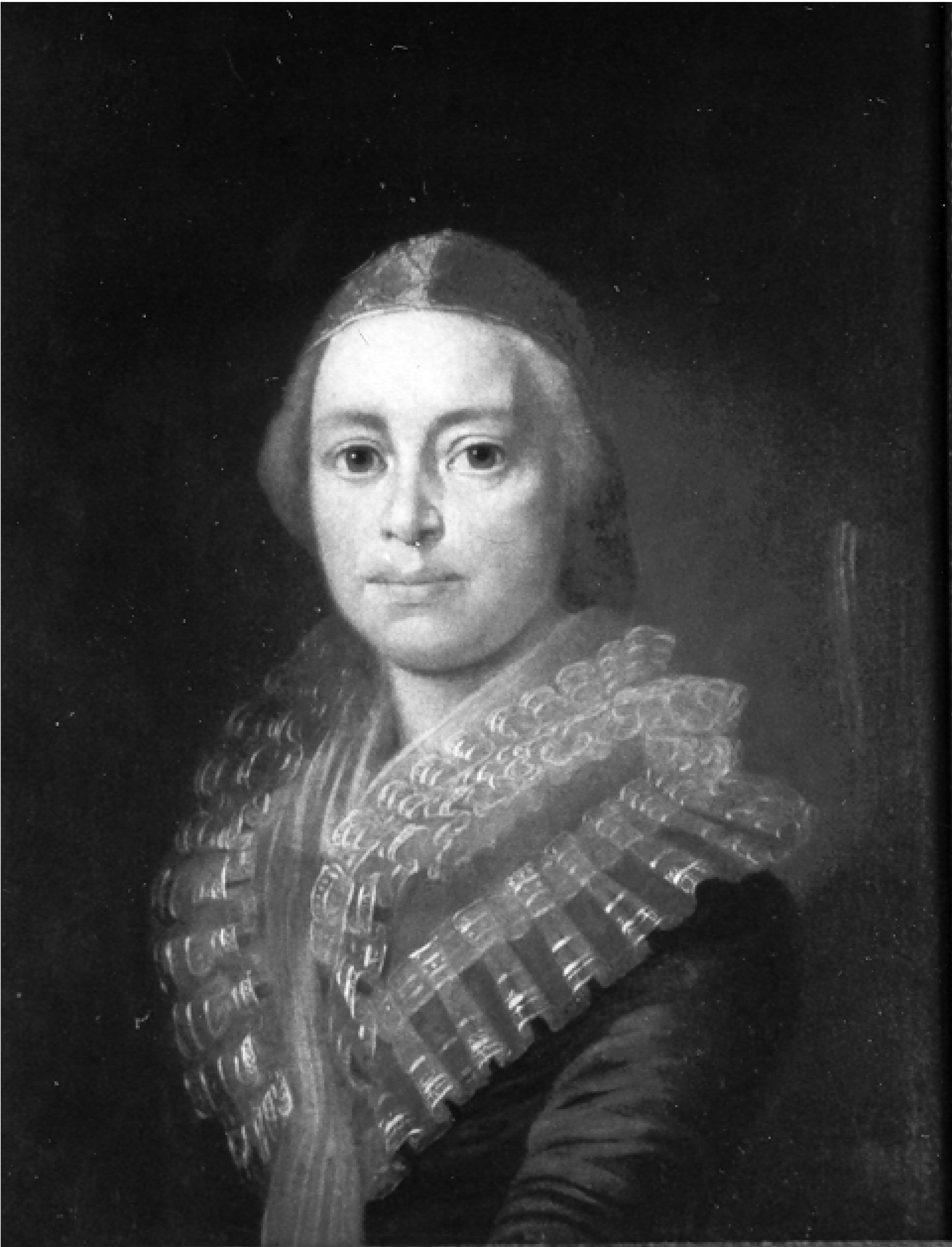
Maria Ursula Jacobi

Aufsehen erregte im Jahr 1791 Jacobis sogenannte Treppenheirat, als der protestantische Hochschullehrer die 25 Jahre jüngere katholische Magd Maria Ursula Müller (1764–1840), Tochter des Klostermetzgers von St. Peter ehelichte. Der gemeinsame und einzige Sohn Johann Friedrich Wilhelm (Fritz) Jacobi (1792–1811) mit bildkünstlerischer Begabung starb schon im Alter von 17 Jahren.
Seinen Einstieg in die katholisch geprägte Freiburger Gesellschaft fand Jacobi besonders über das weibliche Publikum. Für die gebildeten Damen richtete er in seiner Wohnung in der Herrenstraße ein literarisches Kränzchen ein. Darüber berichtete die Dichterin Maria Therese von Artner einer Freundin: „Was wir also in unserem Kränzchen thun? Wir versammeln uns um den geselligen Theetopf, schlürfen seinen dampfenden Abguß, plaudern dieß und jenes, sind auch nicht ein bißchen  altklug, und ich darf so viel und herzlich lachen, als es Lust und Laune zugiebt, tout comme chez nous … Der beliebteste Stoff sind Züge aus dem Leben vorzüglicher Menschen, wovon denn Jacobi das meiste zu liefern vermag.“ In diesem Kontext ließ Jacobi 1802 auch seine Iris als jährliches „Taschenbuch“ wiedererstehen. Dieses Periodikum diente besonders als Forum für den von ihm gegründeten Oberrheinischen Dichterkreis, zu dem Goethes Schwager Johann Georg Schlosser, Gottlieb Konrad Pfeffel aus Colmar und Johann Peter Hebel zählten.
Jacobi selbst verfasste zahlreiche Gedichte, schrieb Prologe zu Theateraufführungen, dichtete Sing- und Schauspiele und förderte mit einer eigenen Schwarzwalddichtung das regionale Bewusstsein um 1800. Viele dieser Lieder wurden später von Schubert, Haydn und Mendelssohn vertont. 1806 gehörte Jacobi zu den Mitbegründern der von Karl Wilhelm Ludwig Friedrich von Drais von Sauerbronn angeregten Freiburger Lesegesellschaft. Nach der endgültigen Angliederung des Breisgaus an Baden im Zuge der Restauration verfasste er das Leitmotiv der badischen Großherzöge, die mit dem Hinweis auf ihre zähringische Abstammung diesen Machtwechsel popularisieren wollten: „Die seit Jahrhunderten getrennten Schilde / vereinen wieder sich, und eines Fürsten Milde / wird nun der guten Bürger Seelen / getrennten Ländern gleich / vermählen.“

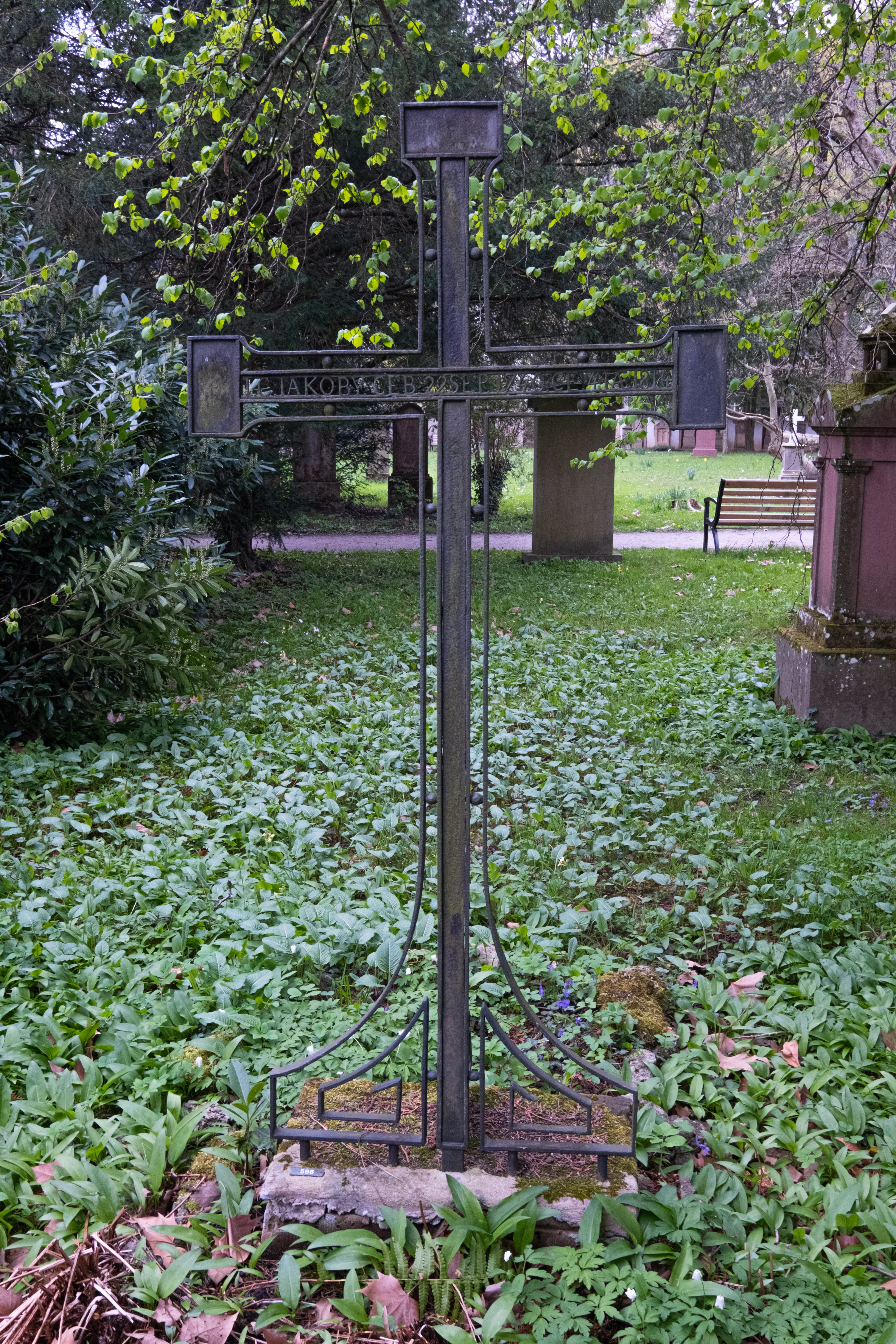
Grabkreuz auf dem Alten Friedhof in Freiburg

Wenig später, im Jahr 1814, starb Jacobi; sein Schüler Karl von Rotteck hielt die Totenrede auf den zärtlichen Dichter und Liebhaber des Schönen. Am Begräbnis auf dem Alten Friedhof nahm die ganze Universität Anteil: „Die Trauer war allgemein, sehr feierlich der Leichenzug. Der Sarg wurde von Studenten zum Friedhof getragen. Auf dem schwarzen Grabtuch lag ein weißes Polster, auf diesem der wohlverdiente Lorbeerkranz. Ein Mädchenchor, der dem Sarge voranschritt, sang des Dichters Aschermittwochlied. Der Zufall fügte es, dass der Zug an dem Hause vorüberkam, wo [der preußische König] Friedrich Wilhelm III. damals abgestiegen war; der König trat auf den Balkon und grüßte teilnahmsvoll“.
Seit 1808 war er auswärtiges Mitglied der Bayerischen Akademie der Wissenschaften.

## Rezeption

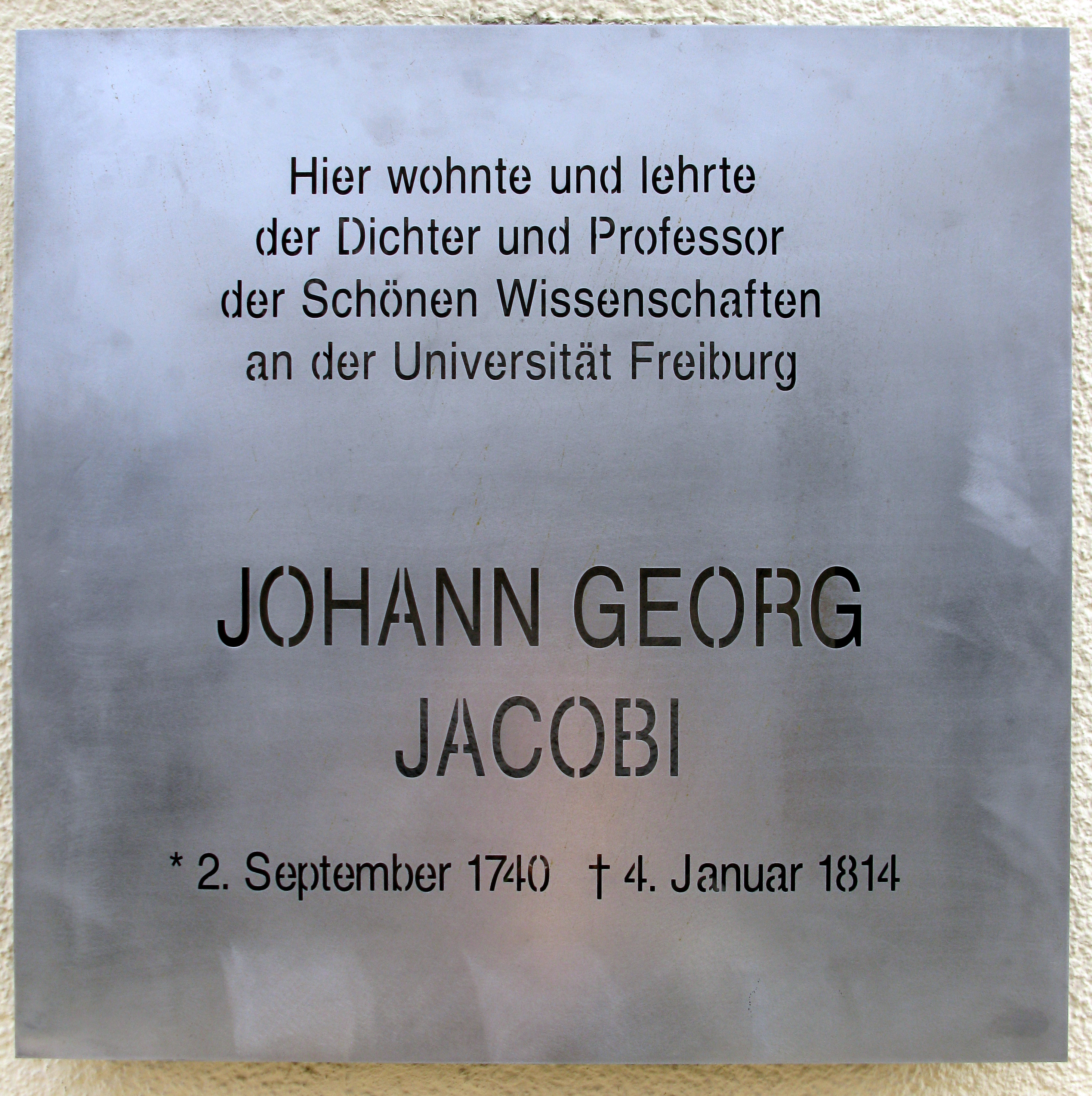
Gedenktafel an seinem Freiburger Wohnhaus in der Herrenstraße 43

Klopstock hatte für Jacobi nur Spott übrig, Herder bezeichnete seine Werke als faden Unsinn. Georg Christoph Lichtenberg nannte Jacobi einen „Doctorem Jubilatum, einen Professor, der einige Zeit rühmlichst gedienet hat, und [sich in Halberstadt] endlich bei einem Kanonikat in Ruhe gesetzt hat,“ und parodierte seine Dichtkunst mit den Versen: „Sprach allzeit zärtlich tändelnd so wie / Der Nachtgedankenfeind Jacobi … Schrieb jedem Mägden holde Briefgen / Voll Lieb und mit Diminutivgen, / Nie alles voll, stets nur ein bißgen , / Knosp ward ein Knöspgen, Fuß ein Füßgen, / Und wie Trüppgen von Pygmäen / Stehn da die Marzipan-Ideen. / Oh ruft man aus, das ist gewiß von / Gleim oder gar Anakreon?“
Auch Goethe kritisierte Jacobis Gedichte und schrieb deren Erfolg v. a. seinen weiblichen Verehrern zu, die ein Gedicht schön finden „und denken dabei bloß an die Empfindungen, an die Worte, an die Verse. Dass aber die wahre Kraft und Wirkung eines Gedichts in der Situation, in den Motiven besteht, daran denkt niemand. Und aus diesem Grunde werden denn auch Tausende von Gedichten gemacht, wo das Motiv durchaus null ist, und die bloß durch Empfindungen und klingende Verse eine Art von Existenz vorspiegeln.“
Andererseits zeigen zahlreiche Vertonungen seiner Gedichte durch bekannte Komponisten wie Joseph Haydn, Wolfgang Amadeus Mozart, Franz Schubert, Robert Schumann und andere, dass er zu den bedeutenden Dichtern gegen Ende des 18. Jahrhunderts zählte.
An Johann Georg Jacobis 200. Todestag, am 4. Januar 2014, wurde eine Gedenktafel an seinem Wohn- und Sterbehaus in der Herrenstraße 43 enthüllt.